# Макки, Фрэнсис
Фрэнсис Макки (англ. Frances McKee; род. 21 декабря 1966, Глазго, Шотландия) — шотландская[Что это значит?] певица и автор песен, наиболее известна своей работой в инди-поп-группе The Vaselines.

## Биография
Фрэнсис Макки родилась 21 декабря 1966 года в городе Глазго (Шотландия).
Увлечение Макки музыкой началось в подростковом возрасте в начале 1980-х.
Фрэнсис Макки создала The Vaselines в Эдинбурге в 1986 году совместно с Юджином Келли. Позже к ним присоединились Джеймс Синен (бас-гитара) и брат Юджина Чарли Келли (барабаны). Группа просуществовала до 1989 года, распавшись с выходом их первого альбома «Dum-Dum». Группа была малоизвестной, однако позже получила широкую популярность благодаря тому, что их песни часто исполняла Nirvana. Курт Кобейн был большим фанатом The Vaselines и неоднократно исполнял на своих концертах песни «Molly’s Lips» и «Son Of A Gun», которые позже вошли в сборник «Incesticide». На концерте «MTV Unplugged» в Нью-Йорке, в Paramount Theatre и, собственно, на многих концертах, относящихся к турам, происходившим незадолго до выхода их самого коммерчески успешного альбома Nevermind и недолгое время после этого, Nirvana исполняли также песню «Jesus Doesn’t Want Me for a Sunbeam» (ориг. название: «Jesus Wants Me for a Sunbeam»).

## Личная жизнь
Макки занимается йогой с 1990 года и начала преподавать в 1995 году, получив квалификацию в 1997 году. Она открыла студию Yoga Extension в Джорданхилле (Глазго) в 2006 году, где обучает практике йоги Айенгара. Yoga Extension в настоящее время находится в Чаринг-Кросс, переезд был в 2017 году.
В интервью 2014 года для журнала Under the Radar, Макки рассказала о своей поддержке референдума о независимости Шотландии, заявив: «В Шотландии много творческих людей, готовых к переменам, которые принесёт голосование за».